# Харитонов, Дмитрий Алексеевич
Дмитрий Алексеевич Харитонов (бел. Дзмітрый Аляксеевіч Харытонаў; род. 12 апреля 1997, Витебск) — белорусский футболист, вратарь клуба «Витебск».

## Карьера
Воспитанник футбольной академии клуба «Витебск». В 2013 году стал выступать во второй команде витебского клуба во Второй лиге. Провёл за клуб 8 матчей. В дальнейшем продолжил выступать в дубле команды. В феврале 2017 года отправился в аренду в «Оршу». Дебютировал за клуб 8 апреля 2017 года в Первой лиге против пинской волны «Волны», проиграв со счётом 0:1. В матче 22 апреля 2017 года записал на свой счёт первую сухую игру за клуб против «Барановичей». В матче Кубка Беларуси 23 июля 2017 года против солигорского шахтёра потерпел самое крупное поражение в сезоне, пропустив 6 мячей. Стал первым вратарём клуба. Провёл в сезоне 32 матча во всех турнирах, в которых 8 матчей сохранил свои ворота нетронутыми. По окончании аренды покинул клуб.
В феврале 2018 года отправился в аренду в новополоцкий «Нафтан». Дебютировал за клуб 7 апреля 2018 года в матче против «Энергетика-БГУ», сохранив свои ворота нетронутыми. Закрепил за собой позицию первого вратаря клуба. В среднем пропускал в матчах только 1 мяч. Самый разгромный матч в сезоне пришёлся 13 октября 2018 года против мозырьской «Славии», проиграв со счётом 0:4. По итогу сезона провёл за клуб 26 матчей, в которых пропустил 22 мяча и 10 раз сохранил свои ворота нетронутыми. Занял с клубом 4 место в Первой лиге.
В апреле 2019 года вернулся на правах аренды в «Оршу». Первый матч сыграл 13 апреля 2019 года против «Крумкачей». В следующем матче 20 апреля 2019 года против брестского «Руха» пропустил 6 мячей. Также занял за собой место первого вратаря. В последнем матче сезона Первой лиги 23 ноября 2019 года против «Лиды» потерпел самое крупное поражение, проиграв со счётом 1:8. Провёл за клуб 27 матчей, в которых пропустил 57 мячей и оставил сухими ворота 6 раз. В январе 2020 года тренировался с «Витебском». Однако вскоре АБФФ опубликовало результаты заседания контрольно-дисциплинарного комитета по этическим вопросам по делу о договорных матчах, где футболист получил дисквалификацию на 2 года, за участие в договорным матчах в период своего выступления за новополоцкий «Нафтан». После этого покинул витебский клуб.
В феврале 2021 года, после окончания дисквалификации, подписал контракт со «Слуцком». Дебютировал за клуб в Высшей лиге 14 марта 2021 года против борисовского БАТЭ. Первоначально выходил в стартовом составе клуба на игры, однако после июня 2021 года потерял место в старте и остаток сезона просидел на лавке запасных. Провёл за клуб 7 матчей, в которых пропустил 14 мячей и отстоял на ноль только один матч. В январе 2022 года расторг контракт с клубом.
В январе 2022 года вернулся в «Витебск». Дебютировал за клуб 21 июня 2022 года в матче Кубка Беларуси против рогачёвского «Макслайна». Весь оставшийся сезон сезон провёл на лавке запасных в роли резервного вратаря. В январе 2023 года в пресс-службе клуба сообщили о продлении с футболистом контракта. Первый матч в новом сезоне сыграл 12 марта 2023 года в рамках ответного четвертьфинального матча Кубка Беларуси против гродненского «Немана», который по итогу оказался сильнее. Первый матч в рамках Первой лиги сыграл 15 апреля 2023 года против «Нивы». На протяжении всего сезона футболист был основным вратарём витебского клуба, вместе с которым стал бронзовым призёром Первой лиги, отправившись в стыковые матчи за право получить повышение в Высшую лигу. По итогу стыковых матчей футболист вместе с клубом победил «Энергетик-БГУ» и получил повышение в классе.
Новый сезон футболист начал 3 марта 2024 года с четвертьфинального матча Кубка Беларуси против «Ислочи». Первый матч в чемпионате футболист сыграл 17 марта 2024 года против солигорского «Шахтёра». На протяжении сезона футболист продолжал выступать за клуб в роли основного вратаря, вместе с которым завершили чемпионат на итоговом пятом месте.